# باشگاه فوتبال تلستار
باشگاه فوتبال تلستار (انگلیسی: SC Telstar) یک باشگاه فوتبال در ولسن زوید، هلند است. این باشگاه که در سال ۱۹۶۳ تأسیس شده سابقه یک قهرمانی در جام حذفی فوتبال هلند را در کارنامه دارد.